# Castelo de Ruthven
O Castelo de Ruthven foi um castelo-torre de plano D em Ruthven, Angus, na Escócia. O castelo foi construído antes do século XVI perto da margem oriental do rio Isla e foi demolido em 1790 para a construção da Casa Ruthven. Já esteve nas mãos dos Lindsays, Condes de Crawford e depois passou para os Crichtons, antes de ser comprado por uma Ogilvy em 1744.